# Losgna scutellaris
Losgna scutellaris là một loài tò vò trong họ Ichneumonidae.